# Ano koro no kimi o mitsuketa
„Ano koro no kimi o mitsuketa” (jap. あの頃の君を見つけた) – dwudziesty ósmy singel japońskiego zespołu SKE48, wydany w Japonii 1 września 2021 roku przez avex trax.
Singel został wydany w siedmiu edycjach: trzech regularnych i trzech limitowanych (Type A, Type B, Type C) oraz „teatralnej” (CD). Osiągnął 1 pozycję w rankingu Oricon i pozostał na liście przez 13 tygodni. Singel zdobył status platynowej płyty.

## Lista utworów
Wszystkie utwory zostały napisane przez Yasushiego Akimoto.

### Type A
| CD | CD                                                                      | CD                  | CD                   | CD      |
| Nr | Tytuł utworu                                                            | Kompozycja          | Aranżacja            | Długość |
| -- | ----------------------------------------------------------------------- | ------------------- | -------------------- | ------- |
| 1. | „Ano koro no kimi o mitsuketa” (jap. あの頃の君を見つけた)              | Derek Turner        | Derek Turner         | 4:37    |
| 2. | „Aozora kataomoi (2021 ver.)” (jap. 青空片想い (2021 ver.))             | Takamitsu Shimazaki | Yūichi “Masa” Nonaka | 5:03    |
| 3. | „Ano koro no kimi o mitsuketa” (jap. あの頃の君を見つけた) (off vocal)  | Derek Turner        | Derek Turner         | 4:37    |
| 4. | „Aozora kataomoi (2021 ver.)” (jap. 青空片想い (2021 ver.)) (off vocal) | Takamitsu Shimazaki | Yūichi “Masa” Nonaka | 5:03    |

| DVD | DVD | DVD     |
| Nr  | Tytuł utworu | Długość |
| --- | --- | ------- |
| 1.  | „Ano koro no kimi o mitsuketa” (jap. あの頃の君を見つけた) (Music Video)                                                         |         |
| 2.  | „Aozora kataomoi (2021 ver.)” (jap. 青空片想い (2021 ver.)) (Music Video)                                                        |         |
| 3.  | „Aozora kataomoi (2021 ver.)” (jap. 青空片想い (2021 ver.)) (Music Video Documentary&あの頃の君を見つけた 番外編 るーちゃんねる) |         |

### Type B
| CD | CD                                                                              | CD           | CD           | CD      |
| Nr | Tytuł utworu                                                                    | Kompozycja   | Aranżacja    | Długość |
| -- | ------------------------------------------------------------------------------- | ------------ | ------------ | ------- |
| 1. | „Ano koro no kimi o mitsuketa” (jap. あの頃の君を見つけた)                      | Derek Turner | Derek Turner | 4:37    |
| 2. | „Ame nochi kiseki-teki ni hare” (jap. 雨のち奇跡的に晴れ) (wyk. Plymouth Terra) | BASEMINT     | BASEMINT     | 4:11    |
| 3. | „Ano koro no kimi o mitsuketa” (jap. あの頃の君を見つけた) (off vocal)          | Derek Turner | Derek Turner | 4:37    |
| 4. | „Ame nochi kiseki-teki ni hare” (jap. 雨のち奇跡的に晴れ) (off vocal)           | BASEMINT     | BASEMINT     | 4:11    |

| DVD | DVD | DVD     |
| Nr  | Tytuł utworu | Długość |
| --- | --- | ------- |
| 1.  | „Ano koro no kimi o mitsuketa” (jap. あの頃の君を見つけた) (Music Video)                                                            |         |
| 2.  | „Ame nochi kiseki-teki ni hare” (jap. 雨のち奇跡的に晴れ) (Music Video)                                                             |         |
| 3.  | „Teens Unit Documentary Video ~Shōjo ga mirai o tsukamu made~” (jap. ティーンズユニット Documentary Video 〜少女が未来を掴むまで〜) |         |

### Type C
| CD | CD                                                                     | CD           | CD           | CD      |
| Nr | Tytuł utworu                                                           | Kompozycja   | Aranżacja    | Długość |
| -- | ---------------------------------------------------------------------- | ------------ | ------------ | ------- |
| 1. | „Ano koro no kimi o mitsuketa” (jap. あの頃の君を見つけた)             | Derek Turner | Derek Turner | 4:37    |
| 2. | „Sakai no Superhero” (jap. 世界のスーパーヒーロー)                     | YU-JIN       | YU-JIN       | 5:21    |
| 3. | „Ano koro no kimi o mitsuketa” (jap. あの頃の君を見つけた) (off vocal) | Derek Turner | Derek Turner | 4:37    |
| 4. | „Sakai no Superhero” (jap. 世界のスーパーヒーロー) (off vocal)         | YU-JIN       | YU-JIN       | 5:21    |

| DVD | DVD                                                                            | DVD     |
| Nr  | Tytuł utworu                                                                   | Długość |
| --- | ------------------------------------------------------------------------------ | ------- |
| 1.  | „Ano koro no kimi o mitsuketa” (jap. あの頃の君を見つけた) (Music Video)       |         |
| 2.  | „Sakai no Superhero” (jap. 世界のスーパーヒーロー) (Music Video)               |         |
| 3.  | „Ano koro no kimi o mitsuketa” (jap. あの頃の君を見つけた) (Documentary Video) |         |

### Wer. teatralna
| CD | CD                                                                            | CD              | CD              | CD      |
| Nr | Tytuł utworu                                                                  | Kompozycja      | Aranżacja       | Długość |
| -- | ----------------------------------------------------------------------------- | --------------- | --------------- | ------- |
| 1. | „Ano koro no kimi o mitsuketa” (jap. あの頃の君を見つけた)                    | Derek Turner    | Derek Turner    | 4:37    |
| 2. | „Jitensha no Bell de tsutaetai” (jap. 自転車のベルで伝えたい) (wyk. Yūna Egō) | Satoshi Ikezawa | Satoshi Ikezawa | 4:05    |
| 3. | „Ano koro no kimi o mitsuketa” (jap. あの頃の君を見つけた) (off vocal)        | Derek Turner    | Derek Turner    | 4:37    |
| 4. | „Jitensha no Bell de tsutaetai” (jap. 自転車のベルで伝えたい) (off vocal)     | Satoshi Ikezawa | Satoshi Ikezawa | 4:05    |

## Skład zespołu
| „Ano koro no kimi o mitsuketa” |
| --- |
| - Team S: Hinano Aoumi, Ruka Inoue, Yoshino Kitagawa, Miyo Nomura - Team KII: Yuki Arai, Yūna Egō, Mina Ōba, Yuzuki Hidaka, Nao Furuhata - Team E: Yūka Asai, Natsuki Kamata, Haruka Kumazaki, Kaho Satō, Ōka Suenaga, Maya Sugawara, Akari Suda, Yuki Takahata - Kenkyūsei: Mirei Hayashi (środek) |

| „Aozora kataomoi (2021 ver.)” |
| --- |
| - Team S: Ruka Inoue (środek), Momona Hirano - Team E: Tanabe Mizuki - Kenkyūsei: Miki Ito, Kanon Sawada, Anan Sugiyama, Mirei Hayashi |

| „Ame nochi kiseki-teki ni hare” |
| --- |
| - Team S: Ayuka Kamimura, Marin Sakamoto (środek) - Team KII: Ayaka Okamoto, Mizuno Airi - Team E: Yūka Asai, Oka Suenaga (środek) |

| „Sakai no Superhero” |
| --- |
| - Team S: Kimie Akahori, Himeka Arano, Yuzuki Ishiguro, Yūki Ōtani, Aika Sugiyama, Nanami Takeuchi, Rika Tsuzuki, Miyu Nakasaka, Izumi Nakamura, Chikako Matsumoto, Suzuran Yamauchi - Team KII: Shiori Aoki, Sayaka Iriuchijima, Ayaka Ōta (środek), Miharu Kawashima, Ruka Kitano, Ena Suzuki, Airi Nakano, Fuyuka Fujimoto - Team E: Honoka Aikawa, Kaede Ikeda, Reona Ida, Ami Kurashima, Makiko Saitō, Kokona Suzuki, Marika Tani, Nao Fukushi - Kenkyūsei: Rika Aoki, Hayaka Igarashi, Mizuki Ishizuka, Mikuru Kito, Mio Nishii |

## Notowania
| Lista                             | Pozycja |
| --------------------------------- | ------- |
| Oricon Weekly Singles Chart       | 1       |
| Oricon Yearly Singles Chart       | 26      |
| Billboard Japan Hot 100           | 1       |
| Billboard Japan Hot Singles Sales | 1       |

## Sprzedaż
| Dane wg         | Sprzedaż |
| --------------- | -------- |
| Oricon          | 262 621+ |
| Billboard Japan | 352 665+ |